# 1232
1232 (MCCXXXII) je bilo prestopno leto, ki se je po julijanskem koledarju začelo na četrtek.

## Dogodki

### Rekonkvista (1228-1248)
- Muslimanski vojskovodja, ustanovitelj kasnejše granadske dinastije Nasridov, Mohamed ibn Nasr izloči iz boja za almohadsko nasledstvo dosedanjega pretendenta Ibn Huda ter s tem začne širiti oblast na ostala muslimanska mesta Al Andaluza.
- Almohadski sultan Idris al-Ma'mun oblega Ceuto, v katero se je zatekel njegov uporni brat Abu Musa. Ta se posluži pomoči Genovčanov, ki uspešno oskrbujejo mesto po morju. Ceuta postane de facto samostojna taifa.
  - Medtem ko se Idris al-Ma'mun ukvarja z obleganjem Ceute, odstavljeni almohadski kalif Al-Mu'tasima zavzame prestolnico Marakeš in jo ubrani pred rivalskim sultanom Al-Ma'munom, ki v protinapadu umre. V težavnih razmerah Al-Ma'muna nasledi sin Al-Vahid II. 1236 ↔

### Mongolske osvojitve
- 8. februar - Mongolska invazija na džurčensko cesarstvo Jin. Mongolska armada se prične zbirati okoli džurčenske prestolnice Kaifeng. Invazijo vodita vrhovni kan Ögedej in mlajši brat Toluj.
- 8. april  - Začetek mongolskega obleganja Kaifenga, prestolnice cesarstva Jin. Obrambo prestolnice vodi general Cui Lu. Branitelji se v veliki meri posložujejo uporabe smodnika z zažigalnimi raketami in trebušeji ter ostalih vnetljivih sredstev, zaradi česar so napadalci primorani kopati jarke. ↓

- → Položaj branilcev je že po nekaj mesecih izjemno težaven. V obleganem mestu pustošita epidemija in lakota. Tema dvema se priduži še paranoja pred morebitnimi izdajalci.↓
- → Konec leta: džurčenski cesar Aizong z nenapovedanim izpadom manjšega oddelka predčasno pobegne, kar pa uniči moralo branilcev mesta. Cui Lu pomori preostale cesarjeve dvornike v mestu. 1233 ↔
  - Glede na uradni vir naj bi  bil Toluj (prostovoljno) žrtvovan v šamanskem obredu za izboljšanje zdravja takrat hudo obolelega Ögedeja. Po manj prizanesljivem viru naj bi umrl zaradi alkoholizma. Štirje Tolujevi sinovi oziroma dediči so: Mongke, Kublaj, Hulegu in Arikbek.
- Korejski maršal Čoe Vu prisili kralja Godžonga k selitvi prestolnice iz trenutnega Songdoja na priobalni otok Kanhvado, ki ga prične utrjevati. Podželskim prebivalcem naroči naj se zatečejo v gore in utrjena mesta.↓
- → Mongoli prično pod vodstvom generala Sartaja drugo invazijo na Korejski polotok. Zavzamejo večino današnje Severne Koreje, vendar jim spodleti zavzetje otoka Kanhvado. Tudi podeželje se z gverilskim bojem krčevito upira mongolski invaziji: v eni od bitk je ubit mongolski general Sartaj, nakar se Mongoli umaknejo s polotoka nazaj v notranjost celine. 
  - Med invazijo so uničene vse lesene tiskarske plošče korejskega prevoda budističnega kanona Tripitaka (Tripitaka Koreana), skupaj več kot 80.000 plošč. 1251 ↔

### Vojna Lombardov
- 3. maj - Bitka pri trdnjavi Casal Imberti: cesarski regent Rikardo Filangieri premaga proticesarsko vojsko koalicije starega jeruzalemskega plemstva pod vodstvom Ibelinskih.
- Rimsko-nemški cesar in samozvani ciprski kralj Friderik II. pošlje pet guvernerjev na Ciper, čemur se upre domače plemstvo. ↓
- 15. junij → Bitka pri Agridi: desetkrat manjša ciprska vojska z ibelinskimi zavezniki premaga cesarsko vojsko Friderika II.. Po tem porazu izgubi cesarska stranka nadzor nad večino Cipra in se umakne na sever v Kyrenio. 1233 ↔

### Ostalo
- 10. april - Umrlega habsburškega grofa Rudolfa II. nasledi sin Albert IV.
- maj - Sveto rimsko cesarstvo: rimsko-nemški cesar Friderik II. se v dokumentu Statutum in favorem principum (Statut v korist knezov) odpove številnim privilegijem in pravicam, ki po novem pripadejo lokalnim vladarjem in mestom. Mdr. tudi pravico do kovanja lastnega denarja in dvigovanja davkov.
- 30. maj - Papež Gregor IX. za svetnika kanonizira frančiškanskega meniha Antona Padovanskega, kar je manj kot leto dni po njegovi smrti.
- 26. oktober - Japonski cesar Go-Horikava abdicira v korist starejšega sina Šidža, 87. japonskega cesarja po seznamu.
- Matej Ninoslav odstavi bosanskega bana Stjepana Kulinića. Kljub temu, da je veren katolik, ga papež Gregor IX. in madžarski kralj Andrej II. vidita kot nezaželeno osebo. 1234 ↔
- Angleški justiciar[1] Hubert de Burgh si je za časa regentovanja Henriku III. nabral veliko sovražnikov na dvoru. Tem uspe kralja prepričati, da Huberta razreši in vrže v ječo. 1233 ↔
- Umrlega touluškega škofa in borca proti katarski hereziji Folqueta de Marselho nasledi Raymond de Fauga.
- Okcitanski baron Raymond de Péreille podari katarom utrdbo Montségur. 1243 ↔
- Rimljani v vsesplošnem uporu izženejo papeža Gregorja IX., ki si poišče zatočišče v bližnjem Anagniju, od koder zaprosi za pomoč cesarsko vojsko.
- Dominikanski menih Peter iz Verone je določen za glavnega inkvizitorja v severni Italiji.
- Egiptovski sultan Al-Kamil podari cesarju Frideriku II. Al-Džazarijevo mehansko uro.
- Japonska: ker se je nakopičilo ogromno nerešenih primerov dedovanj in zemljiških sporov, japonski regent Hodžo Jasutoki izda pisni zakonik Goseibai Sikimoku.

## Rojstva
- 10. november - Hakon Hakonsson mlajši, norveški sokralj († 1257)

Neznan datum
- Bernard Saisset, okcitanski škof Pamiersa († 1314)
- Manfred Hohenstaufen, sicilski kralj († 1266)
- Ramon Llull, španski (katalonski) teolog in filozof († 1315)

## Smrti
- 10. april - Rudolf II., habsburški grof

Neznan datum
- Mihael Škot, škotski matematik, astrolog, alkimist (* 1175)
- Ranulf de Blondeville, angleški plemič, 6. grof Chester, 1. grof Lincoln (* 1170)
- Toluj, mongolski kan (* 1191)